# Emiliano Zapata
Emiliano Zapata Salazar (Anenecuilco, Morelos, 8 de agosto de 1879-Chinameca, Morelos, 10 de abril de 1919), conocido como el Caudillo del Sur, o el Atila del Sur, fue un líder campesino mexicano que participó en la Revolución mexicana como comandante del Ejército Libertador del Sur. Zapata se posicionó como uno de los principales revolucionarios desde la presidencia de Francisco I. Madero en 1911, hasta su asesinato por órdenes de Venustiano Carranza en 1919. Es considerado un símbolo de lucha y resistencia campesina en México.
Fue ideólogo e impulsor de las luchas sociales y las demandas agraristas, así como de justicia social, libertad, igualdad, democracia social, propiedad comunal de las tierras y el respeto a las comunidades indígenas, campesinas y obreras de México, víctimas de la oligarquía y el latifundismo de los hacendados del Porfiriato. Aunque Zapata fue excluido, junto con Pancho Villa, del Congreso Constituyente de 1917, a ellos se debe el constitucionalismo social que de ahí surgió, especialmente el artículo 27.

## Biografía y carrera

### 1879-1905: primeros años

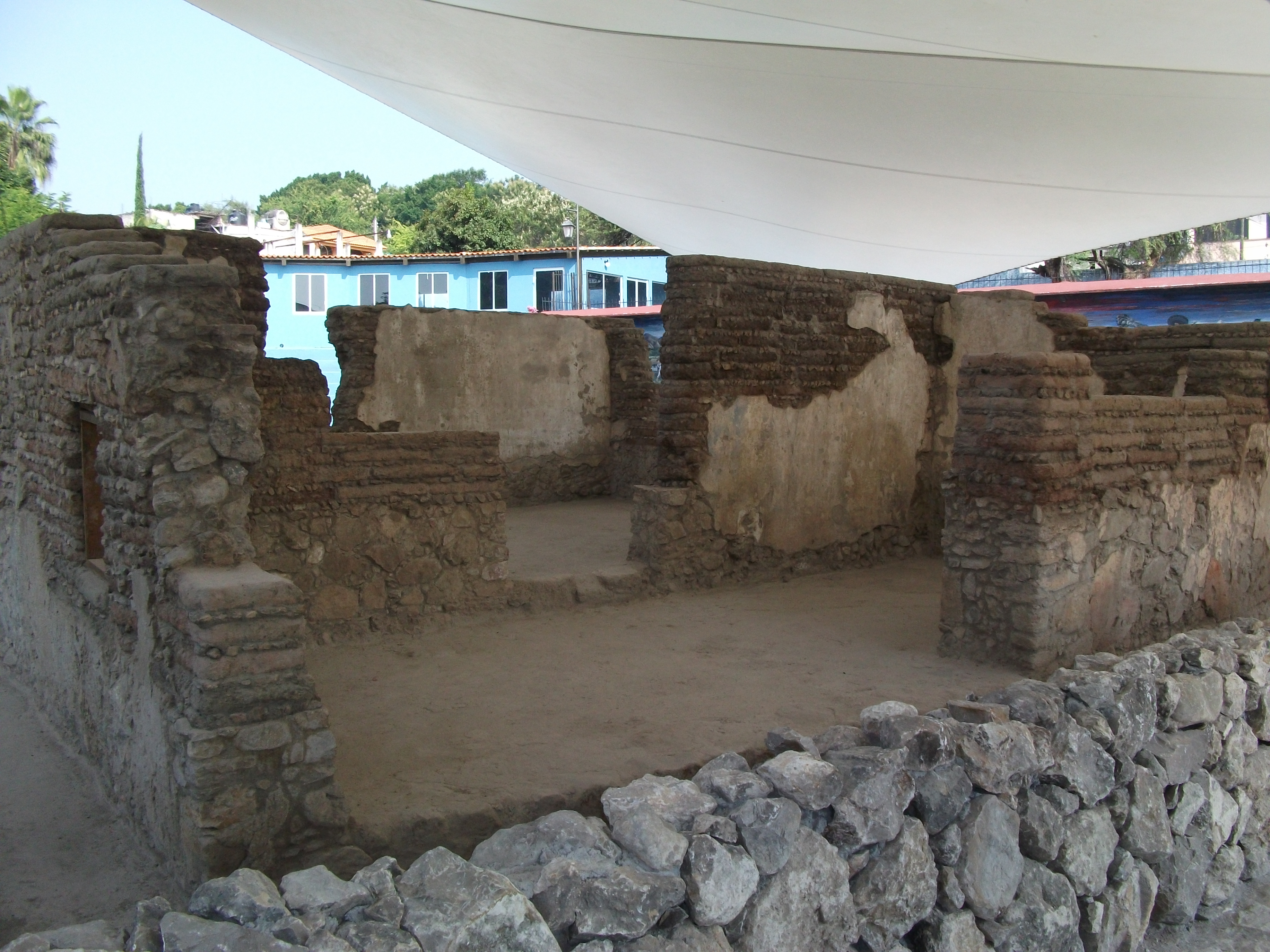
Restos de la casa natal de Emiliano Zapata, ubicada en Anenecuilco, Morelos.

Emiliano Zapata Salazar nació el 8 de agosto de 1879 en Anenecuilco, Morelos, México, siendo hijo de Gabriel Zapata y Cleofas Salazar. Tuvo seis hermanas (Celsa, Ramona, María de Jesús, María de la Luz, Jovita y Matilde) y tres hermanos: Pedro, Eufemio (quien también alcanzó el grado de general en la Revolución) y Loreto. Su abuelo materno, José Salazar, militó en el ejército de José María Morelos y Pavón durante el sitio de Cuautla; sus tíos paternos Cristino y José Zapata lucharon en la guerra de Reforma y en la Intervención Francesa a las órdenes de los generales Carlos Pacheco y Porfirio Díaz. Su infancia se desarrolló en el contexto del latifundismo porfirista en Morelos. Realizó sus primeros estudios con el profesor Emilio Vera, quien había sido un viejo soldado juarista. A sus nueve años, al presenciar el despojo de tierras a campesinos ocasionadas por hacendados de la zona, y después de escuchar a su padre que le respondía que nada podía hacerse, le dijo con entusiasmo y valentía:

¿No se puede? Pues cuando yo sea grande, haré que las devuelvan.

Tenía 16 años cuando murió su madre, 11 meses después perdió a su padre. Pronto trabajó como labrador y arriero. El 15 de junio de 1897 fue aprehendido por las fuerzas rurales de Cuernavaca, durante la fiesta del pueblo de Anenecuilco. Su hermano Eufemio logró que lo dejaran en libertad, pistola en mano. Por esta razón, los hermanos Zapata abandonaron el estado. Emiliano permaneció un año trabajando en la hacienda de Jaltepec en Puebla.

### 1906-1910: incursiones políticas iniciales
En 1906 asistió a una junta de campesinos en Cuautla para discutir la forma de defender sus tierras y las del pueblo frente a los hacendados colindantes. Su rebeldía lo condenó a la leva (conscripción), y en 1908, Zapata fue incorporado al 9.º Regimiento de Caballería, bajo el mando del coronel Alfonso Pradillo. En Cuernavaca, Zapata fue asignado como caballerango de Pablo Escandón, jefe de Estado Mayor de Porfirio Díaz; tras lo cual fue trasladado a cumplir las mismas funciones bajo el mando de Ignacio de la Torre, yerno del General Porfirio Díaz, quien le tomaría especial afecto por su destreza y conocimiento con los caballos.
El 24 de enero de 1909, fue fundado en Villa de Ayala el Club Melchor Ocampo que apoyó la candidatura de oposición de Patricio Leyva para el gobierno del estado de Morelos, entre cuyos integrantes figuró Zapata siendo esta su primera aparición política ajena al mundo campesino apoyando a dicho candidato en contra de los latifundistas como Pablo Escandón y Barrón, dueño de la hacienda San Diego Atlihuayán.
El 12 de septiembre de 1909, Emiliano Zapata fue elegido calpuleque (palabra náhuatl, que significa «jefe», «caudillo» o «presidente») de la Junta de Defensa de las tierras de Anenecuilco-Villa de Ayala-Moyotepec donde empezaría a analizar documentos que se originaron en el virreinato que acreditaban los derechos de propiedad de los pueblos sobre sus tierras, los cuales habían sido negados por las Leyes de Reforma, sobre todo la Ley Lerdo que obligó a las corporaciones civiles a vender o ser expropiadas las tierras improductivas, lo cual fue motivo en su tiempo del apoyo de varios líderes indígenas como Tomás Mejía a los gobiernos conservadores mexicanos y al Segundo Imperio Mexicano. Estas leyes además fueron aprovechadas por varias personas para acrecentar sus tierras de manera ilegal al solicitar la propiedad de zonas comunales que los pueblos no trabajaban. Por esto, se convertiría en dirigente agrario de Morelos, su estado natal.

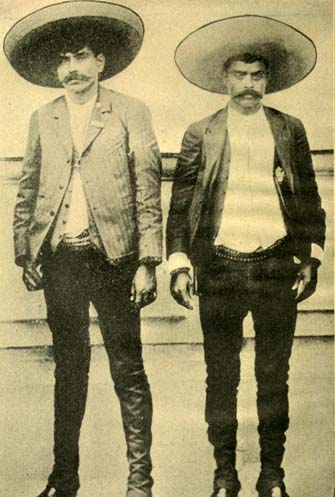
Zapata (derecha) junto a su hermano Eufemio, c. 1910.

En febrero de 1910 fue incorporado por la fuerza al Noveno Regimiento de caballería con sede en Cuernavaca, con el grado de soldado raso. En mayo de ese mismo año, recuperó por la fuerza las tierras de la Hacienda del Hospital que eran protegidas por el jefe de policía, José A. Vivanco, y que dejó en posesión de los campesinos del lugar. Por este hecho tuvo que escapar varias veces del gobierno, pues fue declarado bandolero. Algunos meses después participó en la reunión que se celebró en Villa de Ayala, con objeto de discutir lo que después se convertiría en el plan de Ayala. Reunió a los vecinos de tres pueblos: Anenecuilco, Villa de Ayala y Moyotepec. Con ellos inicia un nuevo reparto de tierras derribando las cercas.

### Revolución mexicana

#### 1910-1912: revolución maderista y plan de Ayala

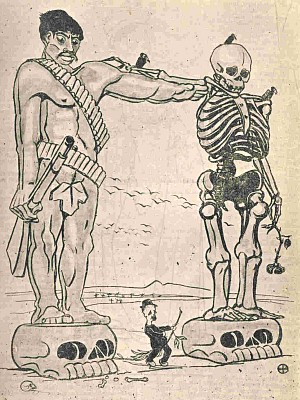
Para el caricaturista, «Madero se anda por las ramas», sin resolver ningún conflicto, encima de él se levanta el zapatismo sumamente violento y acompañado de la muerte y la desolación.

Al proclamar Francisco I. Madero el Plan de San Luis, que marcaba el inicio de la Revolución de 1910, Zapata leyó un ejemplar; llamándole la atención especialmente el artículo tercero, que ofrecía la restitución de las tierras a sus "antiguos poseedores". Emiliano Zapata sostiene pláticas con Pablo Torres Burgos, un influyente maestro rural, y con Gabriel Tepepa, Catarino Perdomo y Margarito Martínez. Se llega al acuerdo de que Torres Burgos, quien era el más letrado del grupo, se entrevistara con el Jefe de la Revolución, Francisco I. Madero, en San Antonio, Texas.
Tras esta entrevista decidieron tomar las armas Pablo Torres Burgos, Emiliano Zapata, Rafael Merino y cerca de 60 campesinos, entre los que se encontraban Catarino Perdomo, Próculo Capistrán, Manuel Rojas, Juan Sánchez, Cristóbal Gutiérrez, Julio Díaz, Zacarías y Refugio Torres, Jesús Becerra, Bibiano Cortés, Serafín Plascencia, Maurilio Mejía y Celestino Benítez: el 10 de marzo de 1911, reunidos durante la feria de cuaresma en la ciudad de Cuautla, proclamaron el Plan de San Luis. Zapata se dirigió hacia el sur, pues ya era perseguido por Aureliano Blanquet y su batallón de soldados. En este período del movimiento zapatista sobresalen las batallas de Chinameca, Jojutla, Jonacatepec, Tlayecac y Tlaquiltenango, así como la muerte del zapatista y antiguo líder del movimiento suriano, Pablo Torres Burgos, que incluso precedió al mismo Emiliano. A la muerte del mismo, Emiliano Zapata es elegido por la junta revolucionaria del sur, el 29 de marzo de 1911, nuevo jefe revolucionario maderista del sur. Las reivindicaciones zapatistas (que serían contenidas en el plan de Ayala de noviembre de 1911) suponían una reforma agraria radical —"La tierra es de quien la trabaja", frase de Teodoro Flores, padre de los hermanos Flores Magón, que se convertiría en lema de su lucha[cita requerida]— inaceptable para los sucesores de Porfirio Díaz. Lo mismo se puede decir de Francisco León de la Barra quien, haciendo uso de su facultad de presidente, encabezó diversos enfrentamientos políticos y armados con el jefe suriano, e incluso del mismo Francisco I. Madero.
Emiliano Zapata establece su cuartel general en Cuautlixco, pueblo cercano a Cuautla. Desde ahí dirigió el ataque al Ejército porfirista, defendido por el 5.º Regimiento, al mando del coronel Eutiquio Munguía; además de un Cuerpo Rural, a las órdenes del comandante Gil Villegas. El 29 de marzo, Zapata asumió el mando de las fuerzas revolucionarias que en ese momento constaban de cerca de mil hombres. El 2 de abril toma Huehuetlán, Puebla y logra tomar la ciudad el 13 de mayo de 1911.
Al triunfo del maderismo, Zapata no concibe el licenciamiento de sus tropas sin que a cada uno se le otorgue la seguridad de tierras para sembrar a cambio de sus fusiles. Para él, la guerra no terminaba con el derrocamiento del porfirismo, sino con la cristalización del objetivo del pueblo campesino: la devolución de las tierras robadas por los hacendados millonarios.
Esto dio lugar a que Francisco León de la Barra, presidente interino, lo considerara rebelde, por lo que mandó fuerzas a someterlo: mil hombres bajo el mando de los generales Victoriano Huerta y Aureliano Blanquet. Para agosto de 1911, Francisco I. Madero acordó entrevistarse con Emiliano Zapata en Yautepec para buscar una solución pacífica en el conflicto suriano y con el fin de convencerlo de que licenciara sus tropas. Mientras tanto, Zapata era fuertemente criticado por la prensa conservadora del país. En la reunión no se logró ningún acuerdo, pues Madero no concebía la reforma agraria como lo hacía Zapata. Madero creía que primero había que hacer una reforma política profunda, mientras que para Zapata era prioritaria la devolución de las tierras robadas por las haciendas. A decir de Zapata, Madero había traicionado la revolución. El gobierno federal reiteró su decisión de imponer el orden por la violencia, y Zapata se desplegó con sus tropas a los límites entre Guerrero y Puebla, escondiéndose del gobierno y generando emboscadas a pequeños contingentes federales. En este periodo, Zapata se casó con Josefa Espejo y el padrino de la boda fue el propio Francisco I. Madero.
Con Madero como presidente de la República, las diferencias no disminuyeron. Zapata se entrevista con Madero en el Palacio Nacional, donde sostienen una fuerte discusión. Madero ofrece a Zapata una hacienda en el estado de Morelos "como pago a sus servicios a la Revolución", cosa que enfurece a Zapata que le contesta:

No, señor Madero. Yo no me levanté en armas para conquistar tierras y haciendas. Yo me levanté en armas para que al pueblo de Morelos le sea devuelto lo que le fue robado. Entonces pues, señor Madero, o nos cumple usted, a mí y al estado de Morelos lo que nos prometió, o a usted y a mí nos lleva la chichicuilota.

Dicho esto mientras con gesto amenazador, golpeó con fuerza su carabina.30-30 sobre el escritorio de Madero.
En otras pláticas que mantuvo con Francisco I. Madero y  Emiliano Zapata, este le demostró con base en un ejemplo muy simple, como se sentían los campesinos en relación con el despojo de sus tierras:

Mire, señor Madero; si yo aprovechándome de que estoy armado, le quito su reloj y me lo guardo, y andando el tiempo nos llegamos a encontrar y con igual fuerza, ¿tendría usted derecho a exigirme su devolución? —¡Como no, general, y hasta tendría derecho de pedirle una indemnización por el tiempo que usted los uso indebidamente!

Zapata le dijo que eso era exactamente lo que había pasado en Morelos, donde unos cuantos hacendados habían despojado a los campesinos de sus tierras.

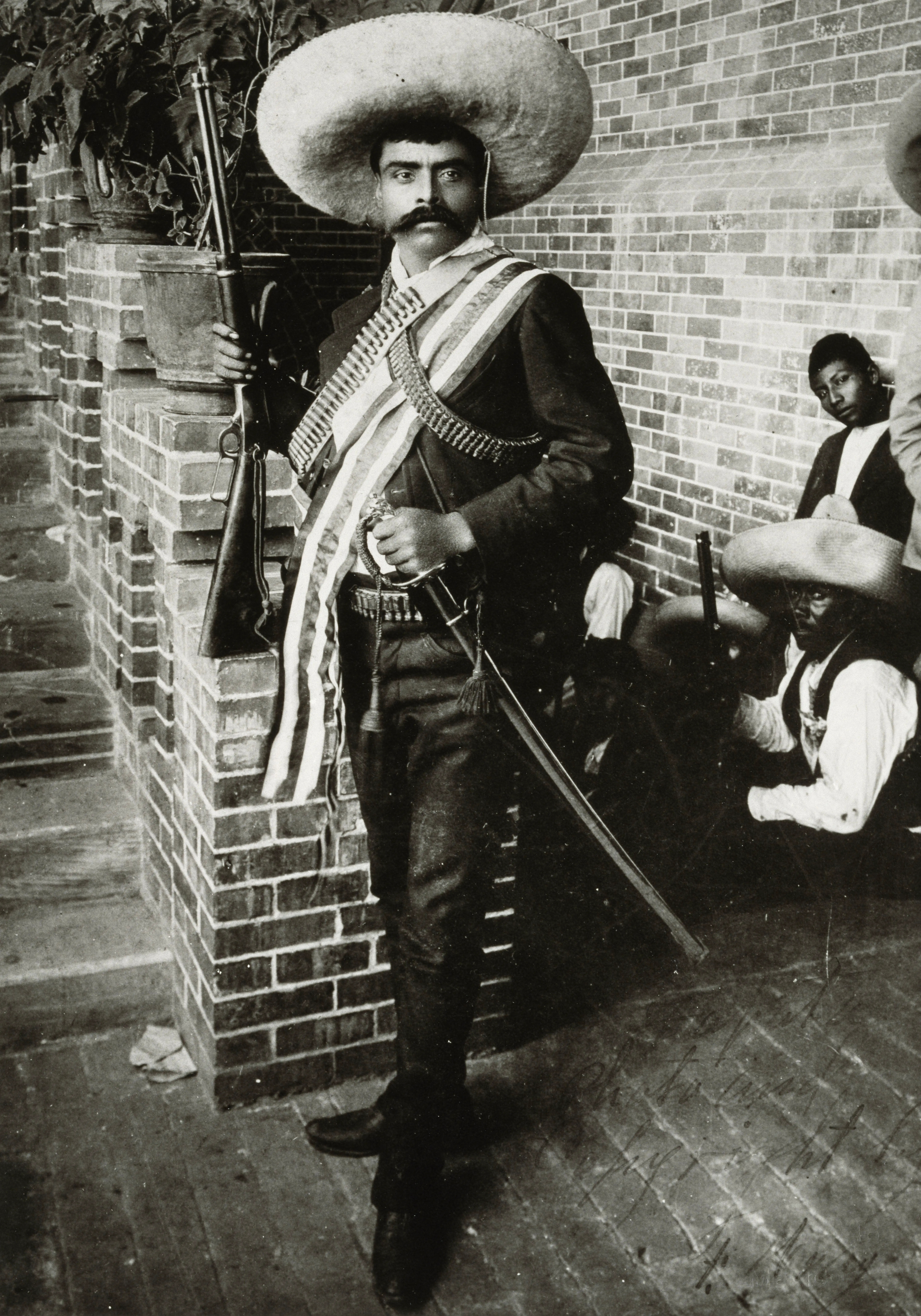
Emiliano Zapata en 1911.

El 25 de noviembre de 1911 Zapata lanzó el plan de Ayala, redactado por Otilio E. Montaño, documento que se convertiría en su estandarte y en el fiel ejemplo de la ideología de los campesinos morelenses. En él se exigía la redención de los indígenas y la repartición de los latifundios creados durante el porfiriato. Se desconocía a Francisco I. Madero como presidente y se reconocía a Pascual Orozco como jefe legítimo de la Revolución mexicana. Este documento sería transformado después del levantamiento de Victoriano Huerta por los diferentes ideología (muchos de ellos influenciados por Ricardo Flores Magon), y posteriormente defendido por Zapata en la Convención de Aguascalientes. Los intelectuales que se dedicaron a modificar el plan de Ayala, en el que desconocían a Madero y Huerta, como presidentes; y Orozco, como líder de la revolución; se encargaron de dejar claro el carácter social del movimiento, y además rectificaron el concepto de ‘clase’ dentro de la sociedad mexicana. Arturo Felipe Ávila Espinosa (Historiador del Instituto de Historia de la UNAM) dice:
«Ponían en la mesa asuntos políticos fundamentales que no habían sido abordados o que habían sido soslayados por las otras corrientes, como la legitimidad de la Revolución, la representación de la soberanía popular en una época revolucionaria, la responsabilidad de las corrientes revolucionarias, la necesidad de su unificación para la formación de un nuevo gobierno y la convocatoria a que se efectuara una Convención de todos sus jefes para constituir el gobierno nacional. Estos señalamientos enriquecían el debate político entre las corrientes e indicaban una posible ruta de convergencia entre ellas.Pero, además, otra característica que distinguió al zapatismo fue el énfasis con el que defendió el contenido social de la Revolución, su tozudez al atribuir a ésta un sentido de transformación y de reforma a las instituciones en beneficio de los sectores populares mayoritarios y excluidos.»
Además, el documento postulaba que, en vista de que no se había cumplido con lo que se le había prometido al campesinado, la lucha armada era el único medio para obtener justicia.

Sin embargo el plan de Ayala no es sólo un documento que escrito para dar a conocer las ideas del movimiento zapatista, sino que es el primer indicio en un documento oficial del pensamiento socialista en México, pues este se había presentado antes con textos publicados, mas no oficiales, de Ricardo Flores Magon. Dentro del plan de Ayala hay puntos que representan de manera más cercana tales pensamientos son los puntos 6.º, 7.º y 8.º:
«Que los terrenos, montes y aguas que hayan usurpado los hacendados, científicos o caciques a la sombra de la tiranía y de la justicia venal entrarán en posesión de estos bienes inmuebles desde luego, los pueblos o ciudadanos que tengan sus títulos correspondientes de esas propiedades, de las cuales han sido despojados.»
Para entender este punto se debe recordar que en paralelo a la Revolución Mexicana, sucedía la Revolución Rusa, que tenía ideales del socialismo aplicados a la clase campesina que era también mayoritaria en la Rusia de la época.

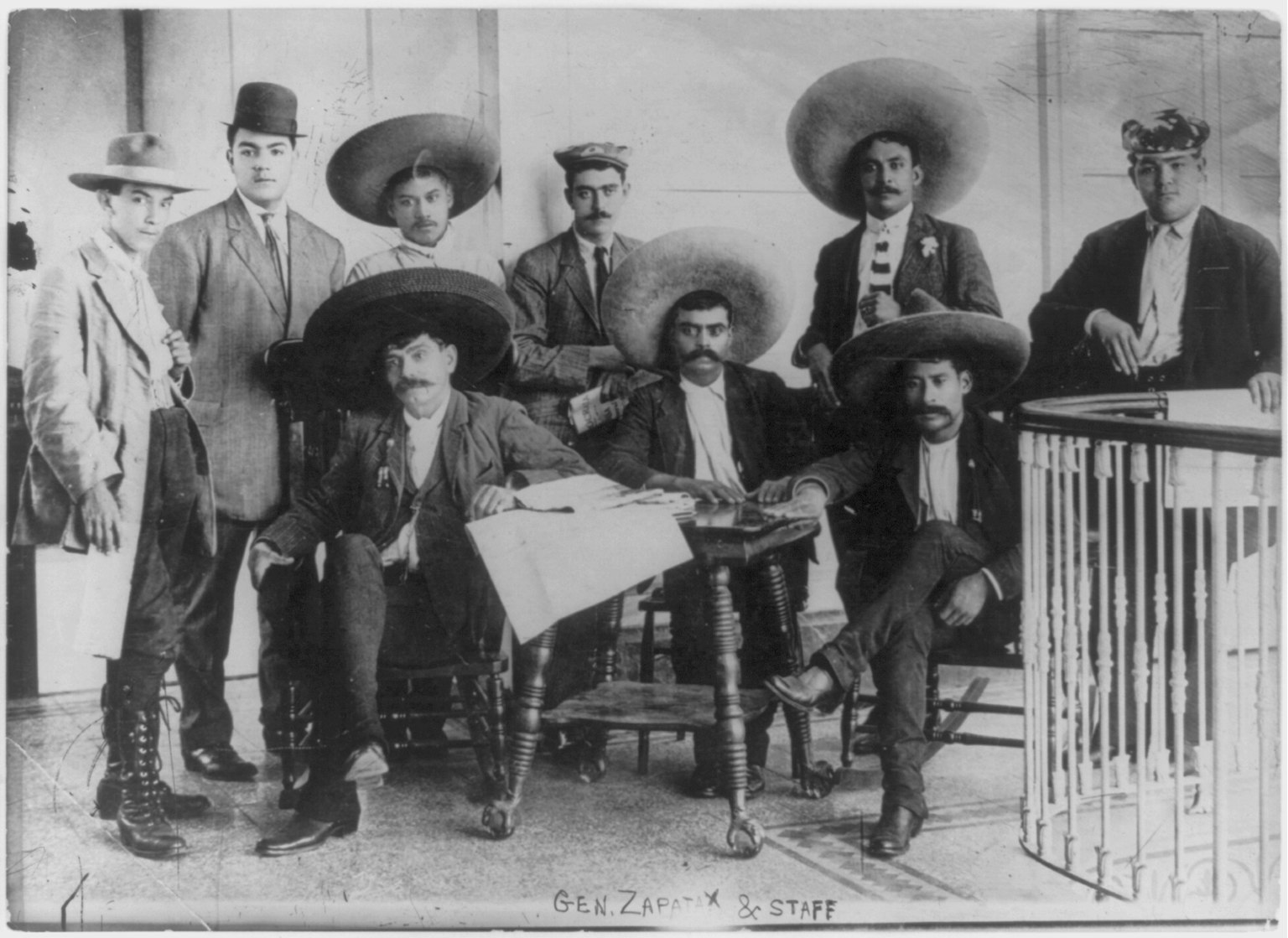
Zapata (sentado en medio) posando para una foto junto a su hermano (a su izquierda), Próculo Capistrán (a su derecha), y otros revolucionarios, c. 1911.

«7.º En virtud de que la inmensa mayoría de los pueblos y ciudadanos mexicanos no son más dueños que del terreno que pisan sufriendo los horrores de la miseria sin poder mejorar en nada su condición social ni poder dedicarse a la industria o a la agricultura por estar monopolizados en unas cuantas manos las tierras, montes y aguas, por esta causa se expropiarán, previa indemnización de la tercera parte de esos monopolios a los poderosos propietarios de ellas, a fin de que los pueblos y ciudadanos de México obtengan ejidos, colonias, fundos legales para pueblos, o campos de sembradura o de labor, y se mejore en todo y para todo la falta de prosperidad y bienestar de los mexicanos.»
En esto se plantea en un documento oficial el lema ‘La tierra es de quien la trabaja’, usado después en la Revolución cubana, por Ernesto Che Guevara.
«8.º Los hacendados, científicos o caciques que se opongan [...] se nacionalizarán sus bienes y las dos terceras partes que a ellos les correspondan.»
Esta frase extraída del artículo 8.º, es vital para comenzar a visualizar el pensamiento socialista tanto de los autores del documento como de Emiliano Zapata.
Durante 1912, Emiliano Zapata combatió al Ejército Federal que, al mando de los generales Arnoldo Casso López, Juvencio Robles y Felipe Ángeles, buscaba la pacificación en los estados del sur. Los zapatistas buscaron defenderse y lo hicieron brutalmente: en las narraciones de los ataques zapatistas son comunes las referencias a asaltos, incendios y violaciones entre otros. En ese año sobresalen los ataques a Tepalcingo, Yautepec, Cuautla y Cuernavaca, aunque debe afirmarse que en ese entonces el movimiento zapatista era muy débil, tanto en el ámbito político como en la rama militar, sobre todo cuando la campaña del gobierno maderista contra los sublevados surianos quedó a cargo del general Felipe Ángeles. Por sus métodos civilizados y tolerantes, le restaban bases al zapatismo, pues Ángeles simpatizaba con ellos.

#### 1913-1914: oposición a Victoriano Huerta

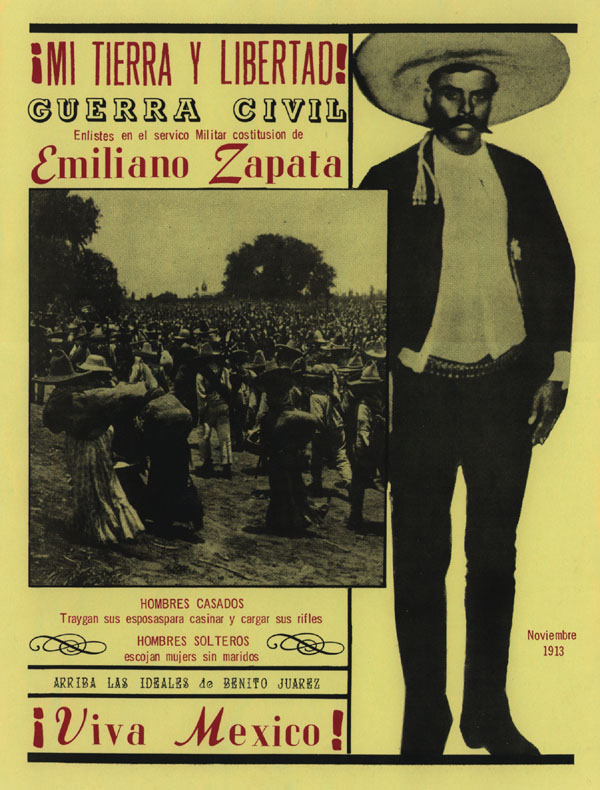
Cartel de 1913 incitando a la población mexicana a enlistarse para realizar el servicio militar con Zapata, y unirse a su movimiento revolucionario.

Tras el asesinato de Francisco I. Madero el 22 de febrero de 1913, y el ascenso en el poder de Victoriano Huerta, la lucha armada se exacerbó y Zapata fue uno de los jefes revolucionarios más importantes, al tiempo que introdujo importantes reformas en Morelos. Posteriormente, estas posturas lo opusieron al nuevo presidente el Gral. Venustiano Carranza. Una vez en el poder, Victoriano Huerta envió una comisión encabezada por el padre de Pascual Orozco Vázquez, Pascual Orozco Merino a pactar la paz con Emiliano Zapata. Esto le facilitaría tener un frente menos de guerra en el país. Zapata, que contaba ahora con el dominio de Morelos y parte del Estado de México, del estado de Guerrero, de Puebla y de Tlaxcala, se negó a pactar con aquellos a quienes él llamó «asesinos de Madero». Fusiló al emisario de Huerta, envió una carta al general Félix Díaz, repudiando al gobierno de Huerta y para el mes de mayo de ese mismo año, reformó su plan de Ayala, declarando que Victoriano Huerta era indigno de la presidencia del país. A Pascual Orozco se le retiró el cargo de Jefe de la Revolución y Zapata quedó entonces como único jefe del Ejército Libertador del Sur.
En los primeros meses de 1914, Zapata tomó Jonacatepec y Chilpancingo. Ese mismo año su ejército constaba ya de 27,000 hombres, por lo que para abril ya había controlado por completo el estado de Morelos y algunos lugares de Guerrero. Poco después tomó Cuernavaca y para junio ocupó Cuajimalpa, Xochimilco y Milpa Alta, con lo que amagaba a la Ciudad de México. La población de la capital del país, huía al saber la cercanía del ejército de Zapata. Las fuerzas constitucionalistas les cerraron el paso, al ocupar la Ciudad de México antes que las propias zapatistas, las cuales se encontraban más cerca. En septiembre, Venustiano Carranza envió a Juan Sarabia, a Antonio I. Villarreal y a Luis Cabrera Lobato a conferenciar con Emiliano Zapata, pero nuevamente el caudillo suriano exigió la renuncia de Venustiano Carranza al Poder Ejecutivo, y el reconocimiento del plan de Ayala. Los emisarios, como toda respuesta, abandonaron su campamento y el estado, pues Carranza rechazó rotundamente sus peticiones, calificándolas de "inadecuadas" para el momento en que vivía el país.

#### 1914-1919: el gobierno convencionista
El mismo mes, Emiliano Zapata, desde su cuartel general de Cuernavaca, promulgó la entrega de tierras a los pueblos. Invitado por varios delegados de la Convención de Aguascalientes, en la que los tres grupos más importantes que participaron en la Revolución mexicana intentaron dirimir sus diferencias, Zapata no fue en persona al citado evento, pero envió a una comisión, integrada por Antonio Díaz Soto y Gama, quien protagonizó el Incidente de La Bandera; y a Leobardo Galván González, un licenciado del pueblo de Tepoztlán, nacido en el barrio de Santo Domingo, en la actual calle de Aniceto Villamar en un predio llamado «Coyulan» y único morelense enviado por Emiliano Zapata a Aguascalientes, que desempeñó un papel importante de negociación para la asistencia de la delegación zapatista, negociaciones tanto con Lucio Blanco como con el mismo general Francisco Villa, Paulino Martínez, Manuel J. Santibáñez y Manuel Uriarte, quienes quedaron en calidad de observadores hasta que la Convención optó por desconocer a Venustiano Carranza. Así pues, Emiliano Zapata se unió con Francisco Villa y ambos reconocieron a Eulalio Gutiérrez como presidente provisional de México, no así el encabezado por Venustiano Carranza, lo que provocó la continuación de la guerra civil. A finales de noviembre, la División del Norte y el Ejército Libertador del Sur entraron en la Ciudad de México.

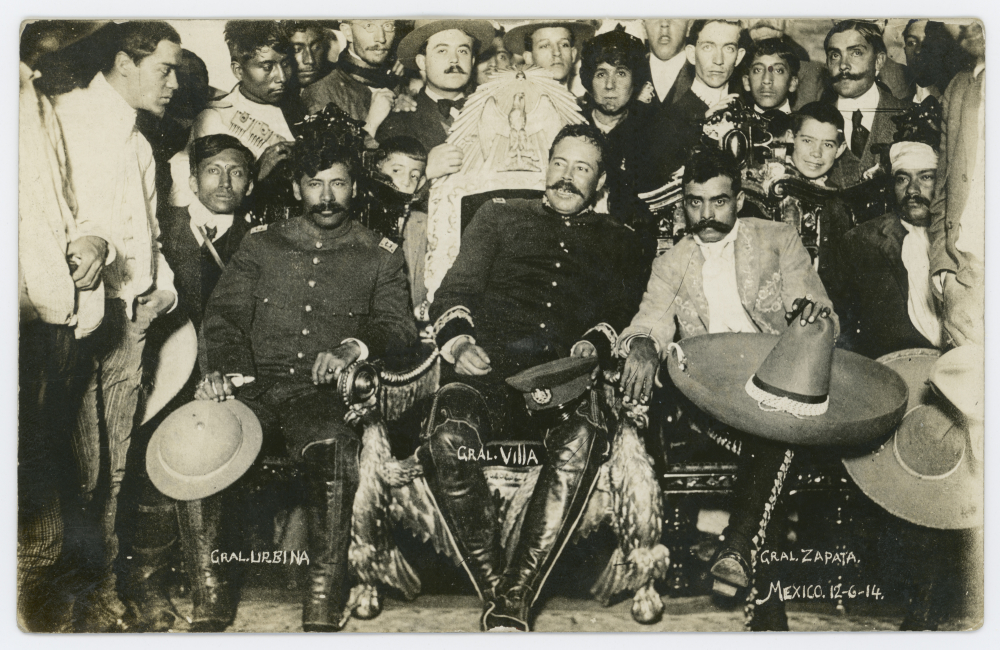
Zapata junto a Pancho Villa (sentado en la silla presidencial) el 4 de diciembre de 1914.

Alcanzó así fama nacional el movimiento zapatista como la otra cara de la moneda entre los campesinos surianos y los del norte. El 4 de diciembre de ese año Villa y Zapata tuvieron la célebre entrevista de Xochimilco, lográndose una alianza militar entre ambos ejércitos. Villa aceptó en cambio el plan de Ayala, a excepción de sus acusaciones a Francisco I. Madero, quien había sido su redentor y se obligó a dar armas a Zapata.
Concretados estos acuerdos, Emiliano Zapata partió rumbo a Amecameca y tomó Puebla el 17 de diciembre de 1914, aunque en los primeros días de enero la plaza le fue arrebatada por las fuerzas del general Álvaro Obregón. Este habría de dedicar sus mayores esfuerzos para combatir al ejército villista, dando lugar a que durante 1915 Morelos fuera gobernado por los campesinos levantados en armas. En 1916, una vez que Venustiano Carranza se había instalado en la Ciudad de México y que Francisco Villa hubiera sufrido serias derrotas por parte del ejército de Álvaro Obregón, Carranza dispuso la ofensiva contra el zapatismo, al mando de Pablo González Garza. Con apoyo incluso de la aviación del ejército, Cuernavaca fue ocupada por los constitucionalistas en mayo y, aunque regresó efímeramente a manos de los zapatistas, quedó definitivamente en su poder el 8 de diciembre de ese mismo año. Ante la carencia de armas y ya sin el apoyo villista, en muy poco tiempo casi todas las poblaciones del estado quedaron en poder de los constitucionalistas. En 1917, Zapata, lanzando una contraofensiva, reconquistó Jonacatepec, Yautepec, Cuautla, Miahuatlán, Tetecala y Cuernavaca.
Sin embargo, en octubre del mismo año entró a Morelos el general Pablo González Garza, apoderándose del territorio. Para 1918, Emiliano Zapata era, un guerrillero con poco futuro, pues ante las constantes batallas y lo escaso de las municiones, la muerte de los cabecillas y la ley agraria de Carranza, que apaciguó la causa suriana, su movimiento, no llegó a consolidarse como una verdadera organización político-militar. Siendo una rebelión de masas campesinas, se limitó a realizar su guerra de guerrillas a partir de ese mismo año, continuando así hasta su muerte en 1919.

## Vida personal

### Hijos
Hasta donde se sabe, Zapata procreó un total de 16 hijos documentados con 9 mujeres, pero también se ha comentado que en realidad fueron 14 las mujeres con las que sostuvo relaciones.
- Con Inés Alfaro Aguilar procreó a sus primero cinco hijos: Guadalupe, Nicolás, Juan, Ponciano y María Elena Zapata Aguilar.[37][38]
- Al caer la dictadura porfirista, el 20 de agosto de 1911 contrajo matrimonio con la señorita Josefa Espejo Merino conocida como «La Generala» (San Miguel de Anenecuilco, miércoles 19 de marzo de 1879 – Villa de Ayala, viernes 8 de agosto de 1968),[37] hija de don Fidencio Espejo y Guadalupe Sánchez Merino, con quien procreó dos hijos más. El primero, un varón que tuvo por nombre Felipe Zapata Espejo, nació hacia 1912 en el cerro El Jilguero y murió a la edad de cinco años, hacia 1917, en uno de los tantos refugios que como familia tuvieron, luego de ser mordido por una víbora de cascabel.[37] El segundo hijo fue una niña, Josefa Zapata Espejo, nacida hacia 1913 en Tlaltizapán y que murió un año antes que Felipe, hacia 1916, a consecuencia de una picadura de alacrán.[37]
- Con Margarita Sáenz Ugalde (Yautepec, Morelos, 23 de julio de 1899 – Ciudad de México, 17 de marzo de 1974),[37] tuvo tres hijos: Luis Eugenio, –nacido en Tlapehuala, Guerrero, el 2 de diciembre de 1914 y fallecido en Ciudad de México el 10 de octubre de 1979–, Margarita y Gabriel Zapata Sáenz, siendo estos dos últimos fallecidos poco después de nacer.[37]
- Con Petra Portillo Torres,[39] tuvo una hija, Ana María Zapata Portillo, nacida el 22 de junio de 1915 en Cuautla. Desde muy temprana edad conoció el legado de su padre, y esto hizo que continuara su labor de dedicación a los derechos agrarios, desempeñándose como tesorera del ejido de Cuautla, como ejidataria de Cuautla, como concejal y síndico municipal.[40] Murió el 28 de febrero de 2010, en Cuautla, y fue enterrada en el Panteón Municipal de Cuautla.[37]
- Con María de Jesús Pérez Caballero, nativa de Coahuixtla, tuvo a Mateo Emiliano Zapata Pérez, que nació el 21 de septiembre de 1917 en Temilpa Viejo, Tlaltizapán, Morelos, y murió el 10 de enero de 2007 en Cuautla. Fue enterrado en el Panteón Municipal de Cuautla.[37]
- Con Georgina Piñeiro, tuvo a Diego Zapata Piñeiro, que nació en Tlaltizapán el 13 de diciembre de 1916 y falleció el 20 de diciembre de 2008 en la Ciudad de México. Fue enterrado en el Panteón Municipal de Cuautla.[37]
- Con Gregoria Zúñiga Benítez, tuvo a María Luisa Zapata Zúñiga, nacida en Quilamula, Morelos, el 21 de junio de 1916, y fallecida en 1935 de meningitis, sin dejar descendencia.[37]
- Con Luz Zúñiga Benítez no dejó descendencia, aunque según el historiador Carlos Barreto Mark, existe la versión de que tuvo un niño, que aparentemente murió al nacer.[37]
- Con Agapita Sánchez, tuvo a Carlota Zapata Sánchez, nacida en Huitzilac, Morelos, en 1913 y fallecida en Jiutepec, Morelos, el 22 de abril de 2014, a los 100 años.[41]
- Con Matilde Vázquez, tuvo a Gabriel Zapata Vázquez.[37]

Existe la versión de la existencia de otro hijo, José Zapata, de madre desconocida, pero la validez de este último no esta completamente comprobada.

### Sexualidad
Algunos historiadores han afirmado que en el libro El álbum de Amada Díaz, escrito por Ricardo Orozco basándose en diarios de Amada Díaz, hija de Porfirio Díaz, Zapata tuvo un encuentro sexual con Ignacio de la Torre y Mier, esposo de Amada. Este especulativo asegura que en una de las páginas de la citada obra se lee que Amada los vio «revolcándose en las caballerizas» de la hacienda de San Carlos Borromeo, donde Zapata trabajó para ellos como caballerango. Sin embargo, en ninguna de las 186 páginas del libro se encuentra tal escrito, pero en él si se narra que ambos hombres mantuvieron una amistad muy cercana, tanto así que solían cuidarse el uno al otro aún cuando Mier era un político y empresario, y Zapata un revolucionario. Su confraternidad fue tal que incluso cuando Mier fue encarcelado por órdenes de Venustiano Carranza, Zapata solía cuidarlo y llevarlo a cualquier lugar donde él se encontrara, hasta que finalmente le ayudó a ser liberado de su aprisionamiento. Aunque era sabido que Mier era un hombre gay, no es posible confirmar que los dos hayan mantenido una relación más allá de una camaradería muy cercana.
Pedro Ángel Palou García es un escritor mexicano que ha hablado sobre una posible homosexualidad por parte de Zapata, ya que en su novela Zapata, insinúa que el Atila del Sur tuvo algunas relaciones homosexuales. Esto último lo escribió con base en testimonios contados por Manuel Palafox, quien fue el emisario de confianza, secretario personal, y uno de los revolucionarios más cercanos a Zapata, que además era secretamente gay. El Atila tenía conocimiento sobre sus preferencias sexuales y no tenía problemas con ello, pero como Palafox acostumbraba tener poca o nula discreción en sus encuentros con otros hombres, sus acciones causaron molestia entre las tropas revolucionarias, por lo que en 1918, Zapata tomó la decisión de destituirlo de su puesto como general y principal emisario zapatista.

## Asesinato
| Fotografía gráfica ocultada: |

La guerra por parte del gobierno tomó perfiles despiadados en el norte. El gonzalista Jesús Guajardo le hizo creer a Zapata que estaba descontento con Carranza y que estaría dispuesto a unirse a él. Zapata le pidió pruebas y Guajardo se las dio al fusilar a aproximadamente cincuenta soldados federales, con consentimiento de Carranza y Pablo González Garza, y ofrecerle a Zapata armamento y municiones para continuar la lucha. Así, acordaron reunirse en la Hacienda de Chinameca, Morelos, el 10 de abril de 1919. Zapata acampó con sus fuerzas a las afueras de la hacienda, y se acercó a la misma acompañado únicamente por una escolta de diez hombres. Al cruzar el dintel, un ordenanza apostado a la entrada, tocó con su clarín la llamada a honores. Esa fue la señal para que los tiradores, escondidos en las azoteas, abrieran fuego contra Zapata, que alcanzó a sacar su pistola, pero un balazo se la tumbó; después el caudillo cayó muerto. No pocos condenaron el procedimiento. Además, esto dio lugar a que, una vez muerto por más de veinte impactos de escopeta en el cuerpo, Zapata se convirtiera en el propagador de la revolución y símbolo de los campesinos desposeídos. El movimiento continuó, aunque ya con menos intensidad, y los zapatistas acordaron nombrar a Gildardo Magaña Cerda jefe del Ejército Libertador del Sur. Él sería el último, pues casi un año después, los antiguos compañeros de Zapata se integrarían al gobierno aguaprietista, aunque algunos de ellos serían asesinados por el mismo gobierno. 

### Eventos posteriores

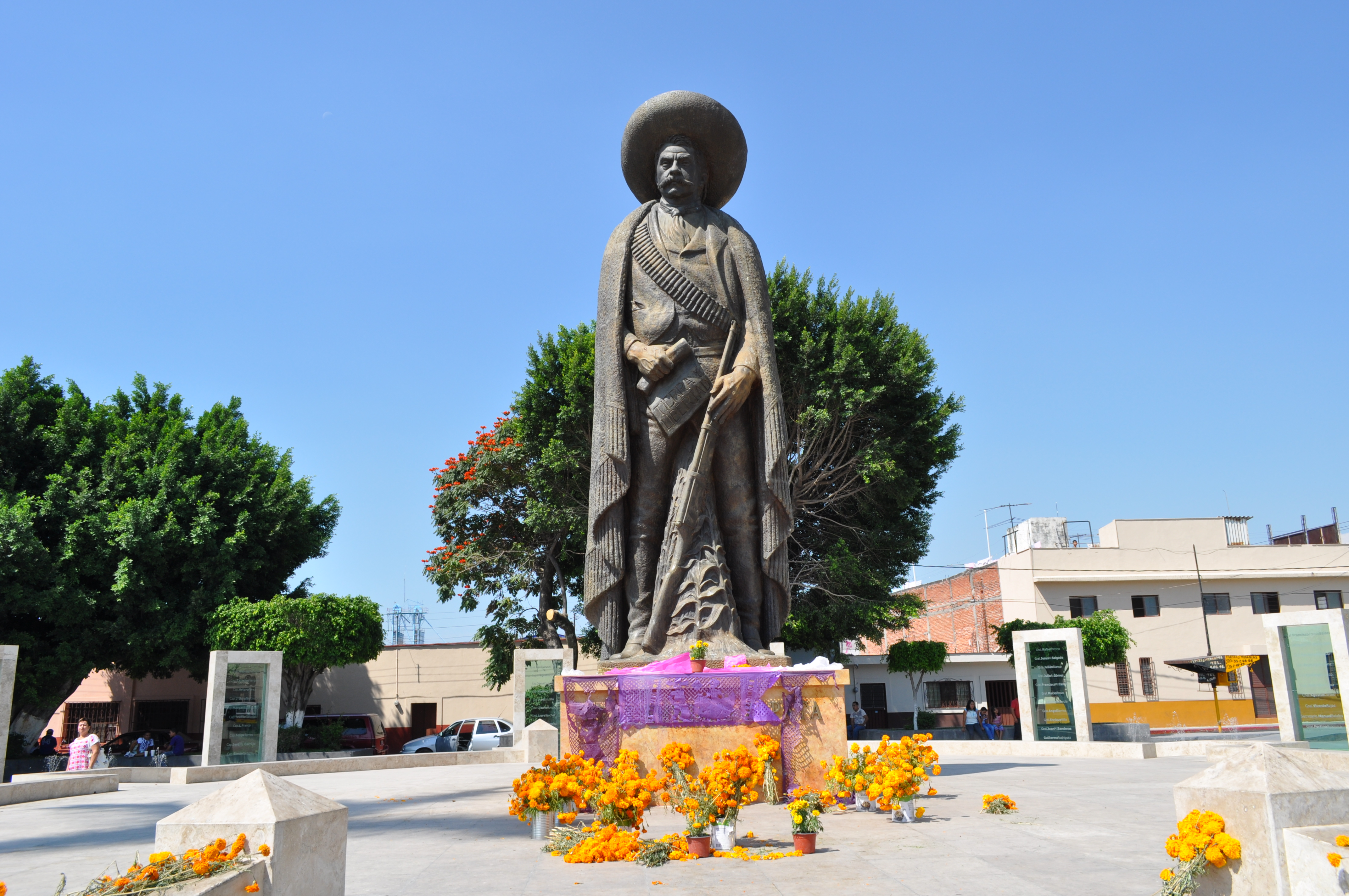
Estatua y cripta donde está sepultado su cuerpo, fotografiada en 2010. Se encuentra ubicada en la Plaza Revolución del Sur, en Cuautla de Morelos.

Desde 1919, su cuerpo estuvo enterrado en el Panteón municipal de Cuautla. El 10 de abril de 1932, fue exhumado y trasladado a la Plaza Revolución del Sur, ubicada en Cuautla, Morelos, donde fue sepultado en una cripta con una estatua suya colocada sobre el sepulcro. Más adelante, hubo intentos de trasladar sus restos al Monumento a la Revolución, sin embargo, familiares suyos e intelectuales se opusieron porque descansarían junto a los de Venustiano Carranza, quien mandó a orquestar su asesinato. Entre los más destacables se encuentran los ocurridos en 1976, y el de 2019, año de su centenario luctuoso—. La fecha de su muerte es una de las conmemoraciones designadas por la «Ley sobre el Escudo, la Bandera y el Himno Nacionales» para que la bandera nacional sea izada a media asta.
En 2006, un hombre llamado Tomoo Terada publicó un texto que cuestiona la versión oficial de la muerte de Zapata en la Hacienda de Chinameca. Esta teoría, a pesar de no ser completamente comprobada, fue respaldada por el historiador John Womack Jr. de la Universidad de Harvard especializado en historia de Latinoamérica, en particular de México y específicamente en el periodo de la Revolución mexicana y del propio Zapata.

## En la cultura popular
Una leyenda en torno a su persona relata que en las noches de luna, se le podía ver cabalgando cerca de Anenecuilco, el sitio de su nacimiento. Un corrido escrito en esos días dio una idea de esta situación.

Su cuerpo al fin sepultaron

llenos de júbilo y gozo

y muchos, muchos lloraron

por sus culpas y reposo.

Pero su alma persevera

en su ideal libertador

y su horrible calavera

anda en penas, ¡oh terror!

Por las orillas de Cuautla

flota una horrible bandera,

que empuña la calavera

del aguerrido Zapata.

Tal constancia a todos pasma;

de la noche en las negruras,

se ve vagar su fantasma

por los montes y llanuras.

Se oyen sonar sus espuelas,

sus horribles maldiciones

y, rechinando las muelas,

cree llevar grandes legiones.

Extiende la yerta mano

y su vista se dilata...

¡Recorre el campo suriano

el espectro de Zapata!
Fragmento del Corrido del espectro de Zapata, anónimo. 

Además de canciones que narraban sus actos de heroicidad, también algunos festivales religiosos lo incorporaron como casi al mismo nivel de santos y santas. El antropólogo Robert Redfield en un estudio realizado en Tepoztlán señaló el «aura mística» en la que está envuelta la figura de Zapata. En dichos relatos tanto su caballo como él tienen cualidades mágicas y se ayuda de la participación de los santos patronos en sus aventuras.
En Xoxocotla su nacimiento es tratado como si de una predestinación se tratara y las historias que de él se narran cuentan con una amalgama de matices de la Cultura precolombina, como la noción del inframundo, unidos a elementos católicos.
En la década de 1990, a la par de la consolidación del neozapatismo, en Chiapas surgieron leyendas en las que Zapata se habría reencarnado en una figura maya a la que se le conoce como Votán Zapata y que es invocada el día de la conmemoración de su muerte.
En algunas ocasiones ha sido acreditado como el autor de la frase «más vale morir de pie que vivir de rodillas». Sin embargo, ningún historiador ha podido confirmar que la haya dicho o sea realmente de su autoría, ya que también se le ha atribuido a Dolores Ibárruri, y a Che Guevara, pero en ninguno de los tres casos se ha comprobado al autor y orador original de la misma. Una versión diferente de dicha oración que también se le atribuye a Zapata dice: «es mejor morir de pie que vivir toda una vida arrodillado».

## Legado

### Cine y televisión

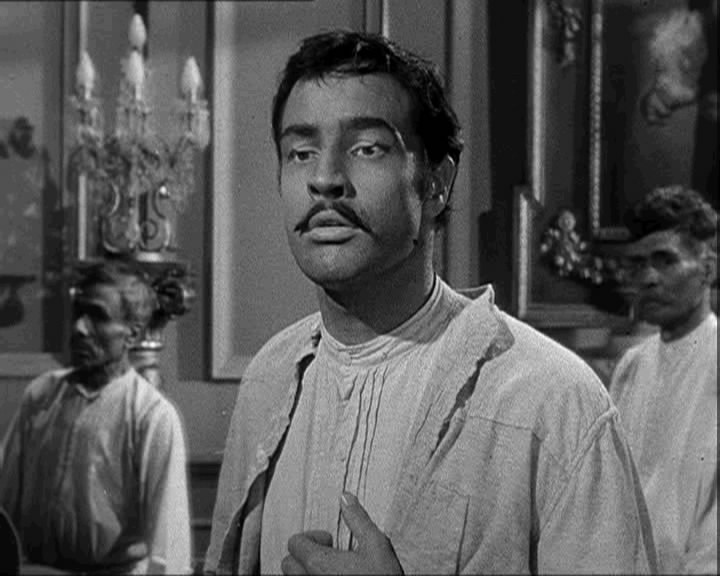
Marlon Brando caracterizado como Zapata en ¡Viva Zapata! (1952).

En 1952, Zapata fue interpretado por el actor Marlon Brando en la película estadounidense y biográfica sobre su vida, ¡Viva Zapata!.
Dieciocho años después, en 1970, otro filme fue hecho pero esta vez en México con Antonio Aguilar interpretandolo y se título, Emiliano Zapata.
Para 2004, otra cinta en su memoria se realizó, donde fue interpretado por Alejandro Fernández y llevó el nombre de, Zapata, el sueño del héroe. El mismo año, una miniserie titulada, Zapata: amor en rebeldía, fue transmitida por Telemundo y contó con Demián Bichir representandolo.

### Museos
La llamada Ruta de Zapata es un proyecto turístico para conocer la historia del llamado Caudillo Revolucionario.
Ruta de Zapata
- Cuautla: puede visitarse la antigua estación de ferrocarril, que sirvió como cuartel zapatista; el palacio municipal, donde se veló su cadáver; la plazuela del sur (Plaza del Señor del Pueblo), donde descansan sus restos, debajo de una estatua en su honor, y la máquina 279, que sirvió durante la época revolucionaria;
- Anenecuilco: cuenta con la Casa Museo Zapata, un museo innovador, con la habitación donde nació Emiliano Zapata;
- Chinameca: restos del casco de la exhacienda donde fuera acribillado, y cuenta con un museo con fotografías;
- Tlaltizapán: donde está ubicado el Museo Cuartel Zapatista y el mausoleo a Emiliano Zapata Salazar.